# Nikita Gross
Nikita Gross (sinh 27 tháng 2 năm 1975) là một diễn viên khiêu dâm người Nga. Cô thường xuất hiện chung với bạn thân là Vicca.

## Phần thưởng
- 1997 Giải XRCO – Diễn viên mới khiêu dâm nhất
- 1997 Giải XRCO – Cảnh sex nam-nữ hay nhất (phim The Psychosexuals, với Mickey G)[2]